# Ulrich Grehling
Ulrich Grehling (* 18. Juni 1917; † 24. Januar 1977) war nach 1946 bis zu seinem Tode Professor für Violine an der Staatlichen Hochschule für Musik Freiburg.
Er wuchs in Saarbrücken als Sohn von Johannes Grehling, Vizepräsident bei der Reichsbahnbezirksdirektion Saarbrücken (bis 1945), auf. Zusammen mit Fritz Neumeyer, Ferdinand Conrad, Günther Lemmen und Wilhelm Pitz war er 1932 Mitbegründer der Saarbrücker Vereinigung für Alte Musik. Er war Konzertmeister bei den Berliner Philharmonikern von 1942 bis 1947 und bis 1966 Capella-Konzertmeister des Collegium musicum des WDR.
Er ist der Vater der Oboistin Franziska Grehling.